# Michael Millett
Michael Paul Millett (* 22. September 1977 in Wigan; † 21. September 1995 in Garswood) war ein englischer Fußballspieler. Der Mittelfeldspieler von Wigan Athletic starb am Vortag seines 18. Geburtstags bei einem Autounfall.

## Karriere
Millett durchlief das „Centre of Excellence“ von Wigan Athletic, bevor er einen  Vertrag als „Trainee“ erhielt und die U-14 und U-15 als Kapitän anführte. Obwohl die Profimannschaft von Wigan zum damaligen Zeitpunkt nur viertklassig spielte, blieb Milletts Talent auch den Verbandstrainern nicht verborgen und er gehörte bei der U-16-Europameisterschaft 1994 zum englischen Aufgebot und spielte mit der englischen Schülernationalmannschaft im Wembley-Stadion. Kurz nach seinem 17. Geburtstag erhielt Millett seinen ersten Profivertrag und debütierte schließlich im April 1995 gegen den FC Walsall in der Football League Third Division. Bis Saisonende kam der lauf- und zweikampfstarke Mittelfeldakteur zu drei Einsätzen. In der Frühphase der Saison 1995/96 spielte er zudem einmal im League Cup.
Einen Tag vor seinem 18. Geburtstag verunglückte Millett am 21. September 1995 auf der Heimfahrt von einer Trainingseinheit bei Garswood tödlich, als er mit seinem Fahrzeug gegen einen Baum prallte. Beim anschließenden Ligaspiel gegen Plymouth Argyle wurde eine Schweigeminute eingelegt. Die vereinsinterne Auszeichnung für den besten Nachwuchsspieler des Jahres trägt den Namen „Michael Millett Award“.